# Campo abierto

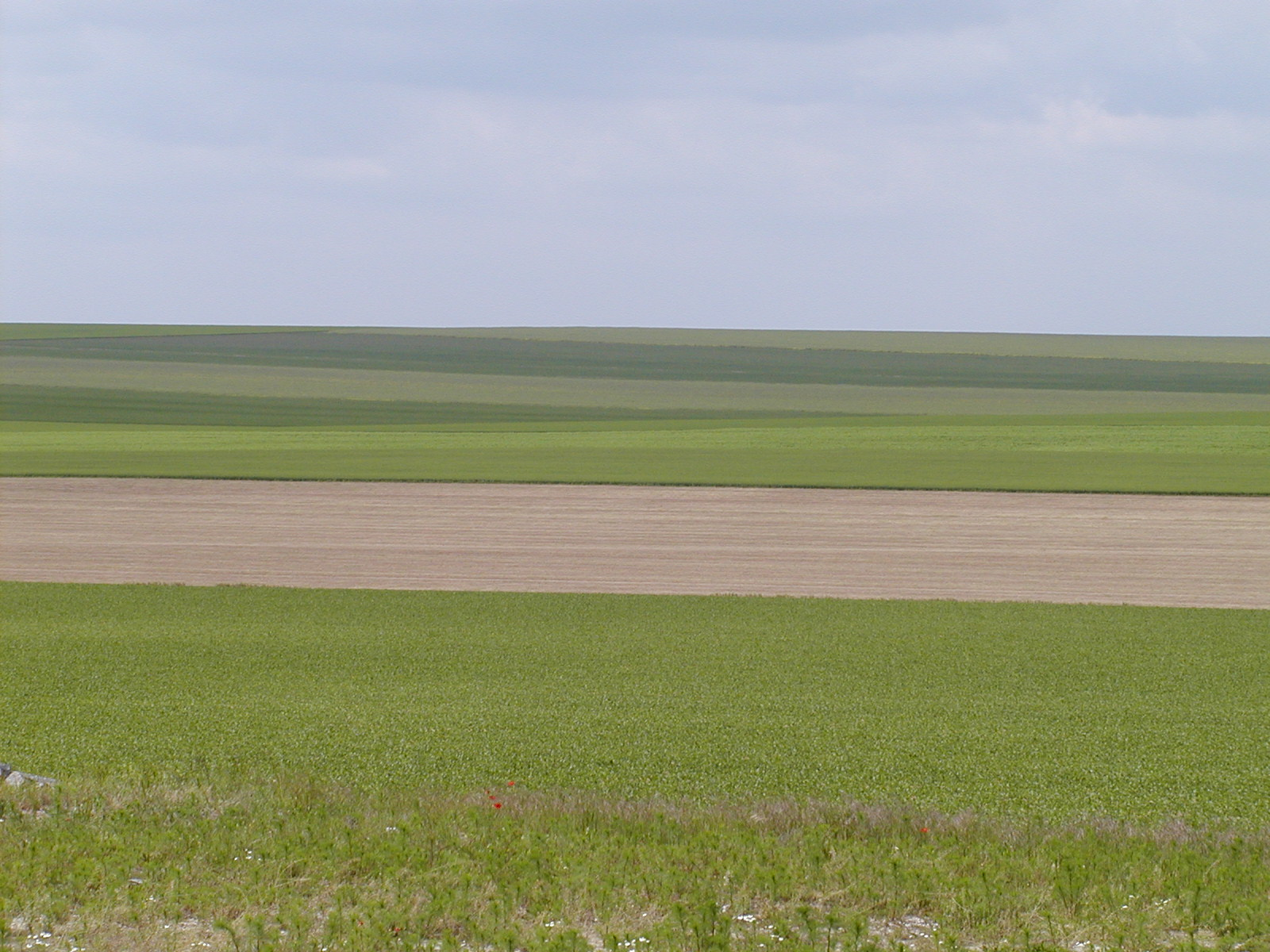
Openfield o campos abiertos en Francia, en la región de Champaña

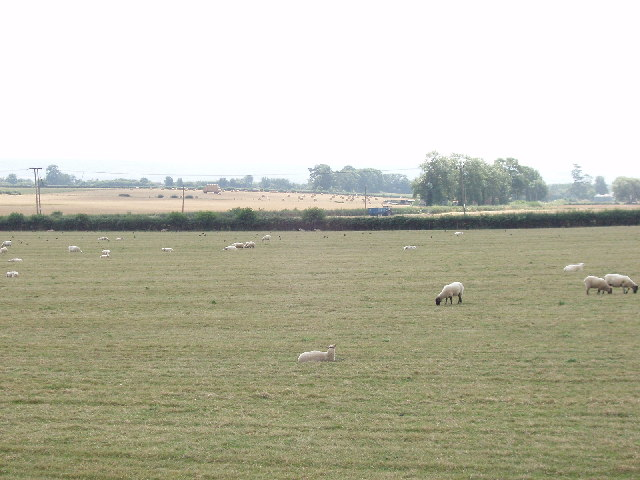
Ovejas pastando en campos abiertos.

Los campos abiertos (Openfields, common fields en inglés) son un sistema de ordenación creado y una explotación del terrazgo agrario. En ellos, las parcelas de cada campesino no estaban separadas por ningún tipo de cerca o seto estaban separadas en "hojas", y las decisiones sobre qué, cómo y cuándo debía cultivarse en cada zona de labor se tomaban de forma colectiva entre todos los vecinos del lugar. En los campos cerrados, por el contrario, existen divisiones entre las parcelas, y se asocian a decisiones de cultivo individuales. A ello suele añadirse un importante peso de los bienes comunales (pastos, bosques, derechos) en este tipo de sistemas agrarios.
Suele decirse que el modelo de campos abiertos es el dominante en las zonas de secano (generalmente en la Europa del Norte y la Mediterránea) y el de campos cerrados en las zonas de montaña y más húmedas (Norte de la península ibérica).
Aunque persistieron en muchos países hasta incluso el siglo XX, en general entraron en franco retroceso a partir del siglo XVI con la penetración de las relaciones capitalistas en las economías agrarias. Especialmente importante en este sentido fue el movimiento de los cercamientos en Inglaterra (Reino Unido).